# Bogaji
Bogaji (en serbe cyrillique : Богаји) est un village du nord-est du Monténégro, dans la municipalité de Rožaje.

## Démographie

### Évolution historique de la population
| 1948 | 1953 | 1961 | 1971 | 1981 | 1991 | 2003 |
| ---- | ---- | ---- | ---- | ---- | ---- | ---- |
| 159  | 176  | 167  | 164  | 161  | 179  | 222  |